# Copycat (film)
Copycat är en amerikansk långfilm från 1995 som regisserades av Jon Amiel.
Den hade amerikansk biopremiär den 27 oktober 1995. Här i Sverige hade den biopremiär den 5 april 1996.

## Handling
Helen Hudson är expert på seriemördare. Efter en föreläsning blir hon överfallen av en sådan, vilket leder till att hon drabbas av agorafobi och inte vågar gå ut. På grund av sina speciella kunskaper måste hon dock hjälpa polisen att spåra upp en mördare. Till en början verkar det som att det finns flera seriemördare på fri fot. Men snart inser de att det rör sig om en copycatmördare som imiterar några av historiens mest ökända mördare – däribland Ted Bundy, Jeffrey Dahmer och David Berkowitz.

## Om filmen
Sigourney Weaver förberedde sig inför rollen som Helen Hudson genom att besöka psykologen Park Dietz, som intervjuat Jeffrey Dahmer. Harry Connick Jr. förberedde sig genom att titta på dokumentärer om seriemördare i flera veckor innan inspelningen påbörjades.

## Rollista
| Sigourney Weaver                     | – Dr. Helen Hudson                     |
| Holly Hunter                         | – Kommissarie Mary Jane "M.J." Monahan |
| Dermot Mulroney                      | – Kommissarie Reuben Goetz             |
| Harry Connick Jr.                    | – Daryll Lee Cullum                    |
| William McNamara/John Charles Morris | – Peter Foley                          |
| J. E. Freeman                        | – Polisinspektör Thomas Quinn          |
| Will Patton                          | – Kommissarie Nicoletti                |
| John Rothman                         | – Andy                                 |
| Shannon O'Hurley                     | – Susan Schiffer                       |
| Bob Greene                           | – Pachulski                            |
| Tony Haney                           | – Kerby                                |
| Nick Scoggin                         | – Conrad                               |
| Kenny Kwong                          | – Kinesisk unge                        |
| Rebecca Klinger                      | – Peters fru                           |
| Keith Phillips                       | – Felix Mendoza                        |
| Kelvin Han Yee                       | – Kinesisk kommissarie                 |
| Russ Christoff                       | – Polischef Petrillo                   |
| Thomas Fieweger                      | – Polis Bodger                         |